# Segnespass
Der Segnespass (rätoromanisch Pass dil Segnas, 2625 m ü. M.) ist ein Alpenpass, der die Schweizer Kantone Glarus und Graubünden miteinander verbindet.

## Geographie
Der Segnespass führt von Elm im Kanton Glarus nach Flims in Graubünden und verbindet dabei das Sernftal mit dem Vorderrheintal, auf der Passhöhe verläuft die Wasserscheide zwischen Linth und Rhein.
Südlich kurz vor dem Pass (von Flims her kommend) befindet sich das Martinsloch.
Östlich des Passes steht der markante Piz Segnas (3099 m ü. M.). Im ganzen Gebiet sieht man an allen Bergflanken die markante Überschiebungslinie der Glarner Hauptüberschiebung, auch bekannt als Tektonikarena Sardona, einem UNESCO-Weltnaturerbe.
Der Pass hatte nie eine grössere wirtschaftliche Bedeutung. Während  des Zweiten Weltkrieges wurde eine Sperrstelle mit einer Militärunterkunft gebaut. Die Militärunterkunft wurde im Jahr 2007 zivil ausgebaut und ist im Sommer während dreier Monate für kleine Speisen und als kleine Unterkunft geöffnet.

## Zugang
Der Zustieg von Elm her ist sehr steil, eine mögliche Entlastung bringt die Sesselbahn auf den Nideren.
Von Flims her ist der Zustieg weniger steil und länger. Es kann wahlweise auch die Bahn nach Naraus oder aber die Route über Foppa / Grauberg benutzt werden: Von Naraus, 1800 m, Höhenweg zum Unteren Segnasboden, 2095 m. Von Foppa 1420 m Aufstieg nach Startgels 1590 m und mit der Seilbahn zum Grauberg 2240 m, von dort Abstieg zum unteren Segnasboden und dort auf 2106 Meter Vereinigung mit dem Weg von Grauberg her. Der Zugang zum Segnespass hat sich auf der Flimser Seite im Aufstieg der letzten 100 Höhenmeter mit dem Wegschmelzen des früheren Firnfeldes verschlechtert.
Der Sardona Welterbe-Weg (Wegweiser Nummer 73) führt von Filzbach über den Segnespass nach Flims. Die Segneshütte am Weg zum Segnespass wurde 1899 auf 2130 m durch die Sektion Rätia des Schweizer Alpen-Clubs errichtet.

## Sperrstelle Segnespass

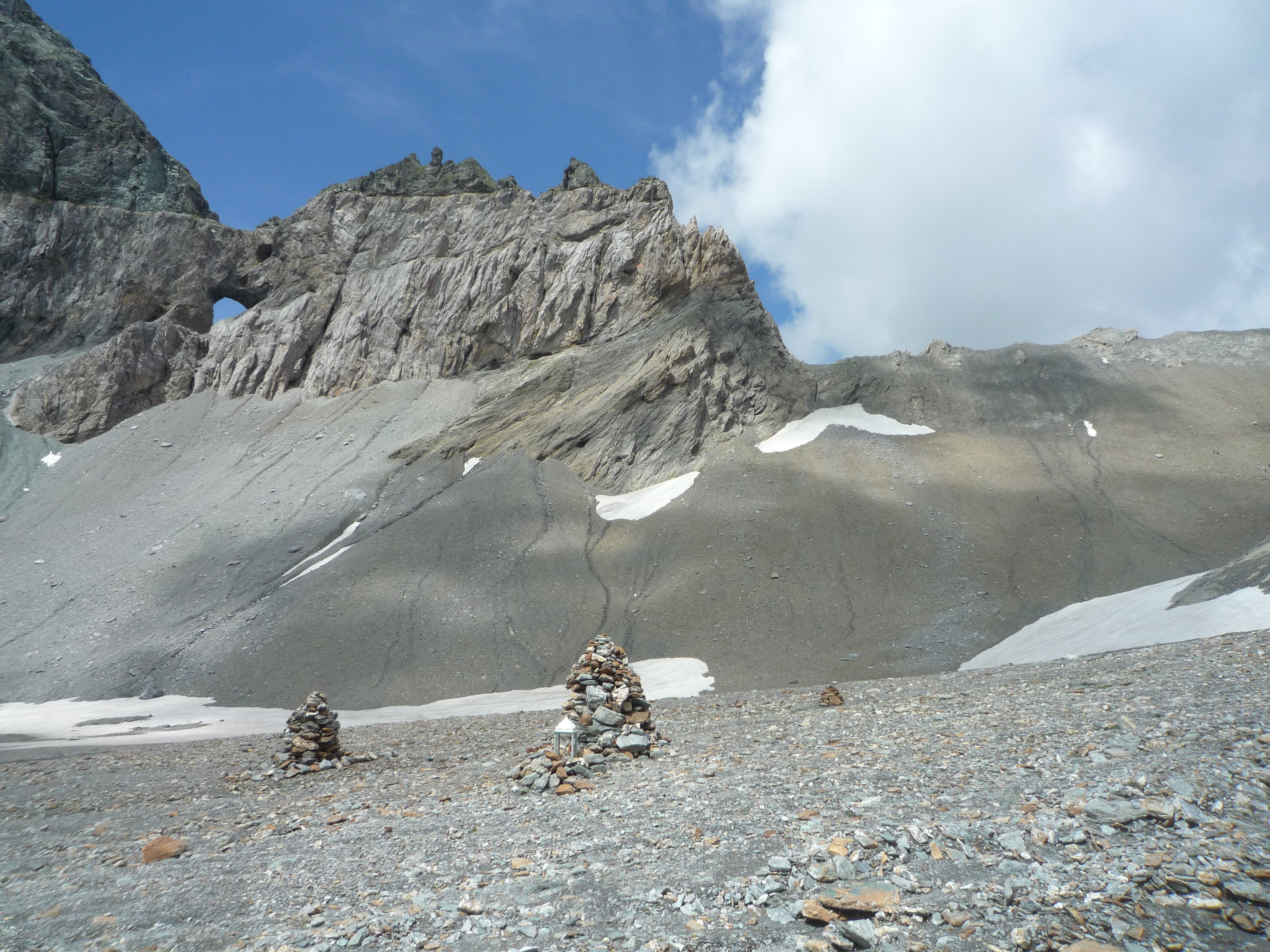
Segnespass mit Sperrstelle

Die Sperrstelle am Segnespass auf zirka 2600 m hatte einen möglichen feindlichen Vorstoss aus dem Raum Flims nach Elm im Kanton Glarus zu verhindern. Auf dem Pass wurden zwei Kavernen in den Fels und eine Militärunterkunft (B 2303) gebaut:
- Felswerk «Segnes-Mannen» A 6705 mit einem Maschinengewehr bewaffnet und mit 5 Mann Besatzung ⊙
- Felswerk «Tschingelhorn» A 6706 mit einem Leichten Maschinengewehr bewaffnet und mit 5 Mann Besatzung ⊙
- Schutzhütte B 2033 ⊙

Die Anlagen am Segnespass wurden durch das Werkbesatzungsdetachement Süd verteidigt.

## Flugzeugabsturz
Beim Absturz der Junkers Ju 52 HB-HOT am 4. August 2018 südöstlich des Passes starben alle 20 Insassen (17 Passagiere und 3 Besatzungsmitglieder).